# Comephorus
Comephorus – rodzaj drapieżnych, słodkowodnych ryb skorpenokształtnych (Scorpaeniformes), typ nomenklatoryczny rodziny gołomiankowatych (Comephoridae).

## Występowanie
Rodzaj endemiczny jeziora Bajkał na Syberii.

## Ekologia
Zamieszkują wody głębokie, od kilkudziesięciu metrów głębokości aż do dna jeziora (ponad 1600 m), wykazując wszakże duże wahania głębokości zasiedlania w zależności od pory roku i doby. Nocą żyją w płytszych wodach, a w dzień przechodzą w głębsze rejony, przykładowo jeśli w danym okresie roku przebywają w nocy na głębokości 50–100 m, to w czasie dnia przechodzą na 200–500 m. Wód powierzchniowych nie zasiedlają, tylko na poród samice podnoszą się do powierzchniowej strefy. Po porodzie przeważnie dochodzi do masowego wymierania samic. Gołomianka stanowi jeden z głównych (do 90%) składników diety foki bajkalskiej, a młode są ważnym pokarmem omula i innych ryb.

## Cechy charakterystyczne
- ciało wydłużone, bez łusek, przezroczyste o zabarwieniu bladoróżowym[2],
- bardzo długie i szerokie płetwy piersiowe pełniące rolę płaszczyzn nośnych[2],
- żyworodne.
- osiągają średnio 10–20 cm długości, w zależności od gatunku i płci, samice są większe od samców[3],
- ciało gołomianki zawiera do 45% tłuszczu.

## Klasyfikacja
Gatunki zaliczane do tego rodzaju:
- Comephorus baikalensis – gołomianka duża[3][2]
- Comephorus dybowskii – gołomianka mała[3][2], gołomianka Dybowskiego[5]

Gatunkiem typowym rodzaju jest Callionymus baikalensis.
Samice gołomianki małej dorastają do 14 cm, a dużej do 19 cm.

## Badacze
Jednym z czołowych badaczy tego rodzaju był Benedykt Dybowski. Był pierwszym naukowcem, który złowił i zbadał żywy egzemplarz gołomianki (dużej, bo gołomiankę małą odkryto już po opuszczeniu rejonu Bajkału przez Dybowskiego). Odkrył on, że wbrew wcześniejszym poglądom gołomianka duża jest żyworodna, stwierdził też przyczynę masowej śmiertelności samic gołomianki (w trakcie porodu pękają ich powłoki brzuszne) oraz przeprowadził pierwsze obszerne badania nad trybem życia i strukturą populacji, których wyniki są aktualne do dziś. Wyniki prac o gołomiance opublikował w pismach naukowych w Irkucku, ale także w Wiedniu i Pradze.

## Użytkowanie przez człowieka
Bez znaczenia. W przeszłości z padłych naturalnie ryb wytapiano tłuszcz w celach leczniczych, eksportowano go także do Chin.